# Andrew Volstead
Andrew John Volstead /ˈvɒlsted/ (31 de octubre de 1860 - 20 de enero de 1947) fue  miembro de la Cámara de Representantes de los Estados Unidos de Minesota, entre 1903 y 1923, y perteneció al Partido Republicano. Su nombre está estrechamente asociado con la Ley Nacional de Prohibición de 1919, con frecuencia llamada la Ley Volstead. Dicha ley sería la ley habilitante que permitió aplicar la Prohibición en los Estados Unidos a partir de 1920.

## Biografía
Volstead nació en Kenyon, Minesota, en el seno de una familia noruega-estadounidense. Estudió en el St. Olaf College, se convirtió en abogado y fue alcalde de Granite Falls, Minnesota, desde 1900 hasta 1902.
Mientras estaba en el Congreso, sirvió como presidente de la Comité sobre el poder judicial desde 1919 hasta 1923. Colaboró con Wayne Wheeler de la Liga Anti-Saloon, quien ideó y redactó la ley. Sin embargo, Volstead apoyó la ley en Congreso y defendió, promovió y consiguió su aprobación. También ayudó a crear la Ley Capper–Volstead, la cual permitió que granjeros formaran cooperativas locales sin miedo de persecución bajo la Ley Sherman Antitrust.
Volstead sirvió diez mandatos en Congreso. Fue derrotado en su campaña para un undécimo mandato en 1922. Poco después, fue contratado como consejero legal para el jefe del Departamento Nacional de Aplicación de Prohibición. Tras la abrogación de la Prohibición en 1933, Volstead volvió a Granite Falls, Minesota, donde continuó practicando la abogacía. Su casa en Granite Falls es un Hito Histórico Nacional.